# Alen Avdić
Alen Avdić (Szarajevó, 1977. április 3. –) bosznia-hercegovinai válogatott labdarúgó.

## Nemzeti válogatott
A bosznia-hercegovinai válogatottban 3 mérkőzést játszott.

## Statisztika
| Bosznia-hercegovinai válogatott | Bosznia-hercegovinai válogatott | Bosznia-hercegovinai válogatott |
| Időszak                         | Mérk.                           | gól                             |
| ------------------------------- | ------------------------------- | ------------------------------- |
| 1999                            | 3                               | 0                               |
| Összesen                        | 3                               | 0                               |